# Ophiomorus
Ophiomorus es un género de lagartos perteneciente a la familia Scincidae. Se distribuyen por una franja que va desde el sur de Grecia hasta el oeste de la India.

## Especies
Según The Reptile Database:
- Ophiomorus blanfordi Boulenger, 1887
- Ophiomorus brevipes (Blanford, 1874)
- Ophiomorus chernovi Anderson & Leviton, 1966
- Ophiomorus latastii Boulenger, 1887
- Ophiomorus maranjabensis Kazemi, Farhadi Qomi, Kami & Anderson, 2011
- Ophiomorus nuchalis Nilson & Andren, 1978
- Ophiomorus persicus (Steindachner, 1867)
- Ophiomorus punctatissimus (Bibron & Bory De St. Vincent, 1833)
- Ophiomorus raithmai Anderson & Leviton, 1966
- Ophiomorus streeti Anderson & Leviton, 1966
- Ophiomorus tridactylus (Blyth, 1853)